# Ligne de Vámosgyörk à Szolnok par Újszász
La ligne de Vámosgyörk à Szolnok par Újszász ou ligne 86 est une ligne de chemin de fer de Hongrie. Elle relie Vámosgyörk à Szolnok par Újszász.

## Historique

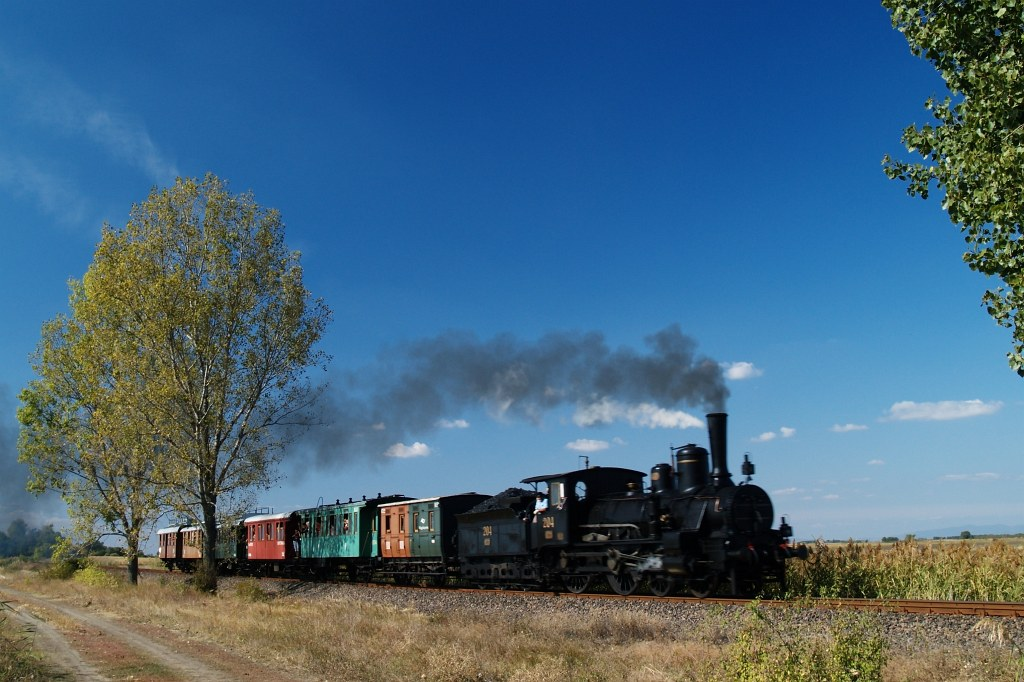
La locomotive à vapeur des chemins de fer hongrois (MÁV) 220 204 propulse un train historique entre Jászdózsa et Jászapáti.